# José Díez Imbrechts
José Manuel Díez Imbrechts (Cádiz, 2 de noviembre de 1787-Jerez de la Frontera, 27 de agosto de 1849) fue un político, empresario y economista español y uno de los pioneros del ferrocarril en España.

## Biografía
Fue hijo de Manuel Díez Catalán, y de Catalina Imbrechts Archimbaud, gaditana de orígenes belgas. Era descendiente del Solar de Valdeosera y de la Casa de Elgueta.
Durante el auge del comercio de vino de Jerez, a partir de 1825, fue pionero en emprender un proyecto de transporte ferroviario en España. Promovió la Asociación para la Empresa de un Carril de Hierro desde Jerez al Portal para un trayecto de  7000 varas entre Jerez, origen de las mercancías cuya salida se deseaba facilitar, y El Portal para embarcar éstas por un muelle sobre el río Guadalete, y de ahí seguir el curso del río hasta su desembocadura para exportar a Reino Unido, preferentemente. El 23 de septiembre de 1829 obtuvo para esta línea la primera concesión para un ferrocarril en España, una concesión de un privilegio exclusivo por cincuenta años. Sin embargo, la falta de inversores que aportaran el capital previsto (400 acciones) frustró el proyecto. Imbrechts traspasó el proyecto a uno de sus socios, un empresario español afincado en Londres, Marcelino Calero y Portocarrero.
Tras continuar ejerciendo el comercio en Cádiz en la década de 1830, la traducción del Tratado de mecánica práctica y economía politica de Charles Babbage le abrió el camino de la Administración de Hacienda y una breve carrera política, que le llevó a ocupar el cargo de Intendente de rentas en las Islas Canarias, Tarragona, Palma de Mallorca y Puerto Rico.
Volvió a Jerez hacia 1840, continuando con sus proyectos de mejora de las comunicaciones (propuso la conexión fluvial hispano-portuguesa por el Duero de 1840) y planteando ante la Hacienda las reivindicaciones de los cosecheros y extractores de vinos de Jerez (1841).
Con el transcurso de los años los intereses locales, las guerras carlistas y la inestabilidad política que caracterizó el siglo XIX habían postpuesto la construcción del proyecto ferroviario de 1829 de Díez Imbrechts. Finalmente, en 1850 su hijo Luis Díez y Fernández de la Somera logra la concesión para la línea férrea Jerez-Muelle de Trocadero de la línea Sevilla-Cádiz. El 22 de junio de 1854 se inauguró el primer tramo, Jerez-Puerto de Santamaría, que fue el primer ferrocarril de Andalucía. En 1856 se abrió el segundo tramo, Puerto de Santamaría-Muelle de Trocadero, pero el tráfico de la línea no se produjo con regularidad hasta 1860. Señalar que Díez y Fernádez de la Somera también inició en 1844 un negocio de banquero privado en Jerez que fue el germen del Banco de Andaluía.

## Obra literaria
Comenzó su producción literaria como polemista en contra de los afrancesados, notándose la influencia de Destutt de Tracy. Entre sus creaciones, destacan: 
- Impugnación al artículo en que defiende el Político Moruno las opiniones anti-políticas y anti-constitucionales, en Ecsamen (sic) de los delitos de infidelidad a la patria, Cádiz: Roquero, 1820 (textos aparecidos en el Diario Mercantil el 12 de julio).[9]
- Tratado de Mecánica práctica y Economía Política: que con el título de Economía de máquinas i manufacturas..., de Charles Babbage y José Díez Imbrechts, 1835.[10] Traducido de la 3. ed. y ampliado con notas.[11]
- Documentos justificativos del cumplimiento a las órdenes del gobierno por el intendente D. José Díez Imbrechts durante su administración en Tarragona bajo el mando militar de Cataluña del E.S. Barón de Meer, julio de 1839.
- Apuntes sucintos sobre la Hacienda Pública de España, agosto de 1839.
- Documentos que acreditan la legalidad del arresto de don Pedro Jasso, declarado reo por el juzgado de rentas y por el de 1ª instancia de Ibiza, Palma, 1839.
- Cartilla electoral ó requisitos y condiciones que desearíamos hallar en los electos á procuradores á Córtes: con arreglo al Estatuto Real, convocatoria y Real decreto de elecciones que se acompañan para conocimiento de los Electores, Imprenta de Tomás Jordán, 1834.[12]
- Documentos justificativos de la conducta que en la causa formada... al Sr. Intendente subdelegado de rentas de esta provincia D. José Díez Imbrechts, observó el administrador... D. Venancio Anacleto Recio, 1840.[13]